# Francisco Bento Alexandre de Figueiredo Magalhães
Francisco Bento Alexandre de Figueiredo Magalhães OTE • CvC • MOBS • OSE • ComNSC (Viseu, Ribafeita, Gumiei (em grafia antiga Gomiei), 9 de Junho de 1838 — Rio de Janeiro, 23 de Abril de 1895), 1.º Visconde de Gumiei (em grafia antiga Gomiei) e 1.º Conde de Figueiredo Magalhães, foi um médico-cirurgião, militar, professor universitário, filantropo e jornalista português.

## Família
Filho de José Alexandre de Figueiredo Magalhães, proprietário, e de sua mulher Ana Emília de Jesus, neto paterno de José Alexandre de Figueiredo e de sua mulher Mariana Joaquina de São José e neto materno de Domingos Bento da Costa e de sua mulher Mariana Máxima.

## Biografia
Concluiu o curso de Medicina e Cirurgia na Escola Médico-Cirúrgica do Porto, em 20 de julho de 1863, e ingressou cinco dias depois no Quadro dos Médicos Navais (https://arquivohistorico.marinha.pt/viewer?id=8567&FileID=6032). Despachado de Portugal para a Índia, ali prestou relevantes serviços por ocasião duma epidemia de cólera. Naquele domínio exerceu o Professorado, tendo sido Lente de Matemática da Escola Militar de Goa e depois Professor de Medicina. Nessa situação escreveu vários relatórios, que foram publicados no Boletim do Governo daquele Estado. Foi, depois, voluntariamente, para Cabo Verde, onde grassava a febre amarela, com prejuízo total dos seus interesses materiais, renunciando à sua promoção imediata, à qual tinha direito, e aos respetivos emolumentos extraordinários. Novamente ali se revelaram o seu zelo e competência, e foi galardoado com o Hábito de Cavaleiro da Ordem Militar de Cristo.
Obteve também a formatura em Medicina na Faculdade de Medicina da Universidade de Bruxelas e, mais tarde, nas da Baía e de Santiago do Chile. Veio a fixar-se no Rio de Janeiro, onde a sua personalidade médica e o seu caráter lhe deram logo posição proeminente na colónia portuguesa e no corpo clínico daquela capital. Em 1871 pediu a demissão de Médico da Armada, para poder seguir carreira no Brasil, sendo-lhe conservadas as honras e o posto de Facultativo Naval de 1.ª Classe. Nomeado diretor clínico do Hospital de Beneficência Portuguesa, no Rio de Janeiro, exerceu brilhantemente este cargo. Já antes dirigia uma importante casa de saúde, onde teve ocasião de evidenciar os seus sentimentos filantrópicos, recolhendo e tratando gratuitamente todos os Portugueses pobres que lhe apareciam, incluindo os marinheiros dos nossos navios ali surtos. Esta benemerência lhe foi oficialmente reconhecida pela Portaria de Louvor do Ministério da Marinha, de 2 de Outubro de 1876. À Sociedade de Beneficência Portuguesa do Rio de Janeiro prestou o maior auxílio, já em trabalho, já em grandiosos donativos, ora seus, ora obtidos pela sua influência. Por esta Sociedade foi agraciado com a Cruz Humanitária, a mais alta recompensa que ela podia conceder.
Levado pelo seu espírito empreendedor, conseguiu que o Governo do Chile o nomeasse Lente de Histologia naquele país. Mal recebido pelos alunos, apenas regeu a cadeira durante um dia, demitindo-se e abandonando o país. Foi também Jornalista, sustentando várias polémicas com brilho. Publicou: Camões e os Portugueses do Brasil e O Crime de Botafogo - Um Caso de Loucura Histérica, Estudo Médico-Legal, Rio de Janeiro, 1886.
Foi, ainda, pioneiro da Talassoterapia em Portugal.
Era Médico Honorário da Real Câmara, Comendador da Real Ordem Militar de Nossa Senhora da Conceição de Vila Viçosa a 29 de Novembro de 1871 e Comendador da Imperial Ordem da Rosa, do Brasil, Oficial da Real Ordem Militar da Torre e Espada e da Real Ordem Militar de Santiago da Espada, Cavaleiro da Real Ordem Militar de Nosso Senhor Jesus Cristo, e tinha a Medalha Militar de Ouro de Bons Serviços.
Foi-lhe concedido o título de 1.º Visconde de Gumiei (em grafia antiga Gomiei) a dois de outubro de 1891 por um Diploma de D. Carlos I de Portugal publicado no dia seguinte (https://arquivohistorico.marinha.pt/viewer?id=8567&FileID=6050), e foi elevado à Grandeza como 1.º Conde de Figueiredo Magalhães por Carta de 6 de Setembro de 1894 de D. Carlos I de Portugal. Armas: escudo esquartelado, 1.º em campo de ouro, cinco folhas de figueira verdes postas em aspa, 2.º em campo vermelho, o Bastão de Esculápio, de ouro, com duas cobras de prata enroscadas, 3.º em campo vermelho, uma âncora de ouro, atravessada por uma espada de prata com os copos de ouro, e 4.º campo de ouro atravessado por duas faixas vermelhas xadrezadas de prata; timbre: uma águia negra armada de vermelho, coroa de Visconde e depois de Conde. (Brasão de Mercê Nova concedido por Alvarás de 20 de Janeiro e 3 de Dezembro de 1891.

## Casamento e descendência
Casou primeira vez aos 22 anos no Porto, Campanhã, na Capela do Palácio do Freixo, a 3 de Março de 1861 pelas 14 horas, com Maria de Jesus de Sousa e Brito (Vila Nova de Gaia, Oliveira do Douro, Quinta da Pedra Salgada, 10 de fevereiro de 1840, imagem 612 em  http://pesquisa.adporto.pt/viewer?id=503253 - Porto, Bonfim, 10 de julho de 1891) que passou a assinar Maria Arminda de Sousa Magalhães após o casamento, da qual teve dois filhos:
- Francisco Alexandre de Sousa e Brito de Figueiredo Magalhães (Porto, Campanhã, 1863 - Viseu, Ribafeita, Guimiei, 8 de Agosto de 1900 (PT-ADVIS-PRQ-PVIS20-003-0002_m0062.tif), Representante dos Títulos de Conde de Figueiredo Magalhães e Visconde de Gumiei, casado com Maria Adelina Pires da Cruz, Magalhães pelo casamento, da qual teve um único filho:
  - Francisco Pires da Cruz de Figueiredo Magalhães (Porto, Campanhã, 1898 - Viseu, Ribafeita, Gumiei, 1 de Fevereiro de 1905 (ADVIS-PRQ-PVIS20-003-0002_m0140.tif), Representante dos Títulos de Conde de Figueiredo Magalhães e Visconde de Gumiei
- Aníbal de Sousa e Brito de Figueiredo Magalhães (Porto, Campanhã, 28 de Agosto de 1867[8] - ?), Representante dos Títulos de Conde de Figueiredo Magalhães e Visconde de Gumiei, solteiro e sem geração

Casou segunda vez em Lisboa, Encarnação, a 22/26 de Março de 1892 com Giulietta (Julieta) Rueff (Milão - São Pedro do Sul, Carvalhais, 1940), filha de Innozenz Rueff, de Viena, Austríaco, e de sua mulher Giuditta Spadacchini, de Milão, Italiana, da qual teve um filho e uma filha:
- José Affonso, legitimado conforme registo de casamento de seus pais (26 de março de 1892: http://digitarq.arquivos.pt/viewer?id=4814937 tif 107)
- Laura Rita de Figueiredo Magalhães (Lisboa, Encarnação, 1892 - São Pedro do Sul, Carvalhais, 1939), que em Monarquia seria Representante dos Títulos de Condessa de Figueiredo Magalhães e Viscondessa de Gumiei, casada em São Pedro do Sul, Carvalhais, com José de Oliveira Tavares, de quem teve dois filhos e uma filha:
  - José Rueff de Magalhães Tavares (19 de Novembro de 1928), Major, que em Monarquia seria Representante dos Títulos de Conde de Figueiredo Magalhães e Visconde de Gumiei, casado com Ana Augusta Bidarra de Gusmão (24 de Março de 1926 - 16 de Fevereiro de 2012), da qual teve um filho e uma filha:
    - José Alexandre de Gusmão Rueff Tavares (Sá da Bandeira, 7 de Abril de 1954), médico, que casou com Cândida da Graça Moço Rueff Tavares, licenciada em Filologia Românica (20 de Abril de 1951) de quem teve dois filhos e uma filha:
    - ▪︎Miguel Alexandre Rueff de Figueiredo Magalhães Tavares

eng. Civil (16 de Julho de 1977)
- -     - ▪︎João Pedro Rueff de Figueiredo Magalhães Tavares, eng. de gestão industrial (16 de Julho de 1977)
    - ▪︎Ana Maria Rueff de Figueiredo Magalhães Tavares, advogada (13 de Fevereiro de 1984)
    - Laura de Gusmão Rueff Tavares
    - Teresa Margarida de Gusmão Rueff Tavares (9 de Setembro de 1960), casada com Paulo Alexandre Fialho Dias Palmela (15 de Julho de 1960), do qual tem duas filhas:
      - Ana Cristina Rueff Tavares Dias Palmela (16 de Julho de 1986), casada com António Vieira de Araújo de Castro Caldas (28 de Outubro de 1986), primo-sobrinho de Júlio de Lemos de Castro Caldas e de Joaquim Pinheiro de Castro Caldas e primo em segundo grau de André Moz Caldas e de Miguel de Magalhães de Castro Caldas
      - Ana Margarida Rueff Tavares Dias Palmela (15 de Setembro de 1988)

  - Maria Julieta Rueff de Magalhães Tavares, casada com Carlos Alberto Cardoso de Saro Negrão, filho de Carlos de Saro Negrão, irmão do Tenente António de Saro Negrão, Cavaleiro da Ordem Militar de São Bento de Avis a 19 de Setembro de 1940,[10] e de sua mulher Maria do Carmo Cardoso, neto paterno de António Marques Negrão e de sua mulher Elvira de Saro, ambos de Cantanhede, Cantanhede, do qual tem cinco filhas e um filho:
    - Maria Teresa Rueff de Saro Negrão, solteira e sem geração
    - João Rueff de Saro Negrão, casado com … Gonçalves Cardoso, do qual tem duas filhas:
      - Maria João Gonçalves Cardoso Rueff Negrão
      - Ana Rita Gonçalves Cardoso Rueff Negrão

    - Ana Maria Rueff de Saro Negrão (11 de Março de 1958), casada com … Heleno Rato, do qual tem um filho e uma filha:
      - Carlos Nuno Rueff Negrão Heleno Rato
      - Maria Inês Rueff Negrão Heleno Rato, Assistente de Produção, Assistente de Direção Artística, Autora e Realizadora[11] e Cardiologista no Centro Hospitalar de Coimbra

    - Maria do Céu Rueff de Saro Negrão, solteira e sem geração
    - Maria do Carmo Rueff de Saro Negrão (Cantanhede, Cantanhede, 26 de Fevereiro de 1957), casada com Mário Jorge Mendonça Lopes, do qual tem duas filhas:
      - Ana Cristina Rueff Negrão Mendonça Lopes, que tem uma filha natural:
        - Julieta Rueff Lopes

      - Maria Rita Rueff Negrão Mendonça Lopes

    - Maria de Deus Rueff de Saro Negrão (Beira, 1 de Junho de 1972)

  - João Rueff de Magalhães Tavares, casado com Aida da Cruz Henriques, da qual tem dois filhos e duas filhas:
    - Julieta da Cruz Henriques Rueff Tavares, casada com Miguel Camilo Guedes Leite, do qual tem uma filha e um filho:
      - Ana Catarina Rueff Tavares Guedes Leite, casada com Diogo …
      - João Miguel Rueff Tavares Guedes Leite

    - Camilo Alexandre da Cruz Henriques Rueff Tavares, casado com Maria Luísa Polónia Morujão, da qual tem um filho e uma filha:
      - João Alexandre Polónia Morujão Rueff Tavares
      - Joana Polónia Morujão Rueff Tavares

    - José Manuel da Cruz Henriques Rueff Tavares, casado com Maria Alice Coelho Matos, da qual tem uma filha:
      - Rita Matos Rueff Tavares

    - Carla da Cruz Henriques Rueff Tavares, casada com Carlos Manuel de Sá Quintela, do qual tem dois filhos:
      - Carlos Manuel Rueff Tavares de Sá Quintela
      - Pedro Rueff Tavares de Sá Quintela